# NCT U
NCT U（エヌシーティー・ユー、朝: 엔시티 유）は、韓国のボーイズグループ・NCTの派生ユニット。SMエンタテインメント所属。2016年4月9日、デジタルシングル「The 7th Sense」でデビュー。

## 概要
SMエンタテインメントのボーイズグループ・NCTより誕生した初の派生ユニット。
グループ名「NCT U」の「U」は、連合や団結を意味する英単語「United」の頭文字である。NCT内に存在する他の派生ユニットとは違い、楽曲のコンセプトに合わせてメンバーが入れ替わるのが特徴である。

## 来歴

### 2016年：NCT結成・NCT Uデビュー
2016年1月27日に開催されたプレゼンテーションショー「SMTOWN : New Culture Technology, 2016」にて、SMエンタテインメントのプロデューサーであるイ・スマンより、新グループ「NCT」の結成が発表された。
世界各国をもとにしたそれぞれのチームが順次デビューし、チーム同士の多様なコラボレーションユニットを輩出する計画が明かされた。4月4日から6日にかけて、NCT初のユニット「NCT U」のデビューメンバーとして、ジェヒョン・マーク・テヨン・テン・ドヨン・テイルの6名を順に公開。
4月9日、デジタルシングル「The 7th Sense」をリリースし、デビュー。4月10日には、デジタルシングル「WITHOUT YOU」をリリース。15日には、KBS 2TV『ミュージックバンク』にて、デビューステージを披露した。

### 2018年・2019年：『NCT 2018 Empathy』
2018年1月12日、SM STATION シーズン2のデジタルシングル「Timeless」をリリース。同月30日には、KBS 2TVドラマ『ラジオロマンス』サウンドトラック「Radio Romance」をデジタルリリース。
3月14日、1stアルバム『NCT 2018 Empathy』をリリース。本アルバムは、NCTのメンバー18人が参加しており、NCT U・NCT 127・NCT DREAMの楽曲も収録されている。リリースに先駆け、2月19日には、タイトル曲「BOSS」、2月27日には「Baby Don't Stop」ミュージックビデオが先行公開された。
4月2日には「YESTODAY」ミュージックビデオが公開され、6月2日には、デジタルシングル「Baby Don't Stop (Special Thai Ver.)」をリリース。
8月11日、MBC『ショー!K-POPの中心』600回特集にて、セレブファイブと共演し「CELEB FIVE」を披露。9月7日には、ウェブドラマ『トッコ リワインド』サウンドトラック「New Dream」をリリース。
2019年8月、ウェブドラマ『不良に目をつけられた時』サウンドトラック「New Love」をリリース。10月1日には、KBS 2TV『ノクドゥ伝』サウンドトラック「Baby Only You」をリリース。12月13日には、SM STATION X 4のデジタルシングル「Coming Home」をリリース。

### 2020年 - 2022年：『NCT 2020 RESONANCE』、『Universe』
2020年6月26日、KBS 2TV『ミュージックバンク』上半期決算スペシャルで「Kick & Ride」を披露。
10月12日、2ndアルバム『NCT 2020 RESONANCE Pt. 1』をリリース。また同日、ダブルタイトル曲「Make A Wish (Birthday Song)」、10月19日には「From Home」ミュージックビデオをそれぞれ公開。
11月23日には、本アルバムの第2弾となるアルバム『NCT 2020 RESONANCE Pt. 2』をリリースし、同日、ダブルタイトル曲「90's Love」、11月27日には「Work It」ミュージックビデオが公開された。
2021年8月12日、ライアン・チョンの「MAXIS」プロジェクトより、ドヨン・ヘチャンがフィーチャリングで参加した「Maniac」を公開。12月10日には、3rdアルバム『Universe』のリリースに先駆け、タイトル曲「Universe (Let's Play Ball)」を先行リリースし、ミュージックビデオも公開された。
2022年3月20日、文化体育観光部と韓国コンテンツ振興院のプロジェクト「光化時代」より、ドヨン・マーク・ヘチャンが参加したテーマ曲「coNEXTion (Age of Light)」を公開。7月19日には、NCT LABより、テイル・クン・ヤンヤンが参加した「Rain Day」をリリース。

### 2023年 - 現在
2023年8月28日、4thアルバム『Golden Age』をリリースし、同日、タイトル曲「Baggy Jeans」ミュージックビデオが公開された。
9月7日、NCT LABより、テイル・ヘチャンが参加した「N.Y.C.T」をリリース。12月6日には、NCT LABより、クン・シャオジュン・ロンジュン・チョンロが参加した「Marine Turtle」を公開。さらに11月30日には「Baggy Jeans」のリミックスシングル「iScreaM Vol. 27 : Baggy Jeans Remixes」がリリースされた。
2024年1月11日、ゲームアプリ「NCT ZONE」サウンドトラック「Do It (Let's Play)」を公開。12月25日には、SBS『2024 SBS歌謡大祭典』にて、ジョンウ・シャオジュン・ジェミン・シオンが、スペシャルパフォーマンス「NCT 2024 Special」を披露した。

## 公演
| 開催日 | 開催日            | コンサート名                                             | 開催地           | 脚注   |
| ------ | ----------------- | -------------------------------------------------------- | ---------------- | ------ |
| 2016年 | 4月9日            | 第16回音楽風雲榜年度盛展                                 | 中国（深圳市）   | [ 32 ] |
| 2016年 | 5月17日           | 国立小鹿島病院100周年記念 開かれた音楽会                 | 韓国（小鹿島）   |        |
| 2016年 | 5月21日           | アジアモデルアワード in 水原                             | 韓国（水原市）   | [ 33 ] |
| 2016年 | 6月4日            | 2016 ドリームコンサート                                  | 韓国（ソウル）   | [ 34 ] |
| 2016年 | 7月16日・17日     | SMTOWN Live World Tour V in Japan                        | 日本（大阪）     | [ 35 ] |
| 2016年 | 8月13日・14日     | SMTOWN Live World Tour V in Japan                        | 日本（東京）     | [ 36 ] |
| 2016年 | 10月1日           | KNTV 20th ＆ DATV 7th Anniversary Live 2016              | 日本（神奈川）   | [ 37 ] |
| 2016年 | 10月22日          | LOTTE DUTY FREE FAMILY FESTIVAL 2016                     | 韓国（ソウル）   | [ 38 ] |
| 2016年 | 12月26日          | 2016 SBS歌謡大祭典                                       | 韓国（ソウル）   | [ 39 ] |
| 2017年 | 7月8日            | SMTOWN LIVE 2017                                         | 韓国（ソウル）   | [ 40 ] |
| 2017年 | 7月15日・16日     | SMTOWN Live World Tour Ⅵ in Japan                        | 日本（大阪）     | [ 41 ] |
| 2017年 | 7月27日・28日     | SMTOWN Live World Tour Ⅵ in Japan                        | 日本（東京）     | [ 41 ] |
| 2018年 | 2月24日           | K-POPワールドフェスタ                                    | 韓国（江陵市）   | [ 42 ] |
| 2018年 | 7月28日 - 7月30日 | SMTOWN LIVE 2018 IN OSAKA                                | 日本（大阪）     | [ 43 ] |
| 2018年 | 9月8日            | MBCコリアンミュージックウェーブ「DMCフェスティバル2018」 | 韓国（ソウル）   | [ 44 ] |
| 2018年 | 9月28日           | 江南フェスティバル開幕式                                 | 韓国（ソウル）   |        |
| 2018年 | 12月9日           | MAYA INTERNATIONAL MUSIC FESTIVAL 2018                   | タイ（バンコク） | [ 45 ] |
| 2018年 | 12月28日          | 2018 KBS歌謡祭                                           | 韓国（ソウル）   | [ 46 ] |
| 2020年 | 10月31日          | 2020コリア・ミュージック・ドライブイン・フェスティバル   | 韓国（仁川）     | [ 47 ] |
| 2020年 | 11月13日          | KITE: K-Pop in the Emirates                              | 韓国             | [ 48 ] |
| 2020年 | 11月15日          | 2020 韓国文化フェスティバル                              | 韓国（全州）     | [ 49 ] |
| 2020年 | 11月29日          | 2020 韓国文化フェスティバル                              | 韓国（安東）     | [ 50 ] |
| 2021年 | 1月1日            | SMTOWN LIVE "Culture Humanity"                           | 韓国（ソウル）   | [ 51 ] |
| 2021年 | 12月11日          | 2021 Mnet Asian Music Awards                             | 韓国（ソウル）   | [ 52 ] |
| 2021年 | 12月17日          | 2021 KBS歌謡祭                                           | 韓国（ソウル）   | [ 53 ] |
| 2021年 | 12月25日          | 2021 SBS歌謡大祭典                                       | 韓国（仁川）     | [ 54 ] |
| 2021年 | 12月31日          | 2021 MBC歌謡大祭典                                       | 韓国（ソウル）   | [ 55 ] |
| 2022年 | 1月1日            | SMTOWN LIVE 2022                                         | 韓国（ソウル）   | [ 56 ] |
| 2022年 | 8月20日           | SMTOWN LIVE 2022 : SMCU EXPRESS @HUMAN CITY_SUWON        | 韓国（水原市）   | [ 57 ] |
| 2022年 | 8月27日           | SMTOWN LIVE 2022 : SMCU EXPRESS @TOKYO                   | 日本（東京）     | [ 58 ] |
| 2022年 | 8月28日           | SMTOWN LIVE 2022 : SMCU EXPRESS @TOKYO                   | 日本（東京）     | [ 58 ] |
| 2022年 | 8月29日           | SMTOWN LIVE 2022 : SMCU EXPRESS @TOKYO                   | 日本（東京）     | [ 58 ] |
| 2023年 | 8月26日           | NCT STADIUM LIVE 'NCT NATION : To The World'             | 韓国（仁川）     | [ 59 ] |
| 2023年 | 9月9日・10日      | NCT STADIUM LIVE 'NCT NATION : To The World-in JAPAN'    | 日本（大阪）     | [ 60 ] |
| 2023年 | 9月16日・17日     | NCT STADIUM LIVE 'NCT NATION : To The World-in JAPAN'    | 日本（東京）     | [ 60 ] |
| 2023年 | 12月25日          | 2023 SBS歌謡大祭典                                       | 韓国（仁川）     | [ 61 ] |
| 2023年 | 12月31日          | 2023 MBC歌謡大祭典                                       | 韓国（ソウル）   | [ 62 ] |
| 2024年 | 12月25日          | 2024 SBS歌謡大祭典                                       | 韓国（仁川）     | [ 31 ] |

## 受賞歴
2016年
- Asia Model Awards「新人賞（歌手部門）」受賞

2020年
- 2020 APAN MUSIC AWARDS「ベストアイコン」受賞[63]

### 音楽番組首位
| 年     | 受賞歴 |
| ------ | --- |
| 2020年 | - Make A Wish (Birthday Song)（3冠） - 10月21日：MBC M『SHOW CHAMPION』 - 10月22日：Mnet『M COUNTDOWN』 - 10月23日：KBS2『ミュージックバンク』 - 90's Love（1冠） - 12月8日：SBS M『THE SHOW』 |
| 2021年 | - 90's Love（1冠） - 1月15日：KBS2『ミュージックバンク』 - Universe (Let's Play Ball)（2冠） - 12月24日・31日：KBS2『ミュージックバンク』（2週連続）                                           |
| 2022年 | - Universe (Let's Play Ball)（1冠） - 1月7日：KBS2『ミュージックバンク』 |
| 2023年 | - Baggy Jeans（2冠） - 9月6日：MBC M『SHOW CHAMPION』 - 9月8日：KBS2『ミュージックバンク』 合計：10冠                                                                                          |